# Khu vực Đông, Fiji

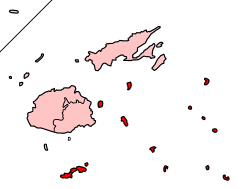
Khu vực Đông Fiji

Khu vực Đông là một trong bốn khu vực ahnhf chính của Fiji. Khu vực gồm các tỉnh Kadavu, Lau, Lomaiviti và Rotuma.
Thủ phủ của khu vực là Levuka, trên đảo Ovalau. Các hòn đảo khác gồm Kadavu, Đảo Gau, Đảo Koro, Nairai, Đảo Moala, Đảo Matuku, Vatu Vara, Naitaba, Đảo Mago, Cicia, Tuvuca, Lakeba, Vanua Vatu, Oneata, Vuaqava, Kabara, Moce, và Fulaga.
Khu vực này có diện tích lớn nhất (gồm cả biển), nhưng nhỏ nhất nếu chỉ tính đất liền. Khu vực có ranh giới trên biển với Khu vực Trung tâm, Khu vực Bắc và Khu vực Tây.